# Odsonne Édouard
Pour les articles homonymes, voir Édouard.
Odsonne Édouard, né le 16 janvier 1998 à Kourou, est un footballeur français qui évolue au poste d'attaquant à Crystal Palace.

## Biographie

### Débuts et formation
Formé à l'Académie de football Bobigny, il arrive au Paris Saint-Germain le 1er juillet 2011. 
Il se fait remarquer pour la première fois lors de la saison 2013-2014 en devenant le buteur vedette de la section U17 du club. Il inscrit en effet 25 buts en 22 rencontres du Championnat national. Championnat dans lequel il inscrira 22 buts supplémentaires en 14 rencontres la saison suivante. Toujours avec la section U17, il remporte l'All Kass Cup le 15 février 2015 après un beau parcours au cours duquel il marque 3 buts en 5 matchs. 
2014-2015 est aussi l'occasion pour lui de découvrir les U19. Il prend ainsi part à deux matchs de Youth League, un de Coupe Gambardella et surtout sept de Championnat au cours desquels il marque sept buts. En deux ans il en a inscrit plus d'une soixantaine, gagnant ainsi les surnoms de « la fusée »  et de « Magic Odsonne ».  
Lors de la saison 2015-2016 il oscille entre l'équipe U19 et l'équipe réserve du Paris Saint-Germain évoluant en CFA. Début 2016 les supporters du club l'élisent Titi d'Or via le site LesTitisduPSG, une récompense remportées par Hervin Ongenda, Kingsley Coman et Jean-Kévin Augustin les années précédentes. En Youth League le PSG arrive jusqu'en finale mais s'incline face à Chelsea aux termes d'une rencontre disputée jusqu'au bout (défaite 2-1). Lors du tournoi Edouard a marqué trois buts et délivré trois passes décisives.

### Paris Saint-Germain
Le 27 avril 2016, il signe son premier contrat professionnel avec le Paris Saint-Germain. Il est lié au club jusqu'en 2019,,. 
Il est remplaçant pour la première fois lors de la 35e journée de Ligue 1 qui oppose son club aux Girondins de Bordeaux mais il n'entre pas en jeu (match nul 1-1).

### Prêt au Toulouse FC
Le 8 août 2016, Odsonne Édouard est prêté pour une saison au Toulouse FC. Il marque son premier but sous les couleurs toulousaines — qui est également son premier but en Ligue 1 — lors de sa onzième apparition, dans les arrêts de jeu de la 13e journée de championnat (perdue 1-2 face à Metz).
Fin mars 2017, Olivier Sadran rompt son contrat de prêt le liant au Toulouse FC à la suite d'une affaire judiciaire accusant le jeune joueur d'avoir tiré avec un pistolet à billes sur un passant depuis une voiture. Il paye ainsi le même tarif que son coéquipier Mathieu Cafaro qui était aussi présent dans le véhicule.
Le 11 mai 2017, il est de retour à l’entraînement avec le Toulouse FC, à la suite des déclarations de Mathieu Cafaro qui a avoué être le tireur.

### Celtic FC
Fin août 2017, il est prêté avec option d'achat au club écossais du Celtic FC. Le 2 décembre 2017, il signe son premier triplé en carrière professionnelle contre Motherwell FC lors de la 16e journée de championnat.
Le 15 juin 2018, il est définitivement transféré au Celtic, devenant ainsi le joueur le plus cher de l'histoire du club. Odsonne Édouard s'engage alors pour un contrat de quatre ans avec la formation entrainée par Brendan Rodgers.
En 2020, il remporte le championnat d'Écosse arrêté après vingt-sept journées à cause de la pandémie de Covid-19 et termine meilleur buteur de la compétition avec vingt-deux réalisations.
Il joue dans le club écossais pendant quatre saisons au cours desquelles il joue cent-soixante dix-neuf matchs et inscrit quatre-vingt-six buts.

### Crystal Palace
Le dernier jour du mercato estival 2021 Odsonne Édouard s'engage avec Crystal Palace en Premier League pour une durée de quatre ans plus une année en option. Le transfert depuis le Celtic FC est estimé à 18,5 millions de livres Sterling. Dès son premier match, à l’occasion de la quatrième journée de championnats contre Tottenham, il inscrit un doublé pour une victoire 3-0. Son premier but est même marqué moins d'une minute après son entrée en jeu, pour le premier ballon qu'il touche sous ses nouvelles couleurs,.

### En équipe nationale

#### Chez les jeunes
Odsonne Édouard remporte l'édition 2015 du Championnat d'Europe des moins de 17 ans avec l'équipe de France, où il « s'est illustré de la meilleure des manières » en terminant meilleur buteur du tournoi avec 8 buts en 5 matchs, « une première dans l'Histoire ». Il inscrit notamment trois buts en finale contre l'Allemagne,.
Édouard est convoqué en équipe de France espoirs au mois de septembre 2019. Il est titulaire pour son premier match le 5 septembre où il réalise un doublé contre l'Albanie en amical (4-0).
En octobre 2019, pour les qualifications (en) à l'Euro Espoirs 2021, Odsonne Édouard inscrit un doublé face à l'Azerbaïdjan (victoire 5-0), puis un triplé face à la Slovénie (victoire 3-5)

### Vie privée

#### Affaire du tir depuis une voiture
Le 11 février 2017, vers 13 h 30, un piéton de 58 ans qui se promène avenue Frizac, dans le quartier du Busca à Toulouse, est blessé à l'oreille par un projectile tiré à bout portant d'une voiture. La plaque d'immatriculation correspondant à son véhicule, Odsonne Édouard est placé en garde à vue le 30 mars puis poursuivi pour « violence ou menace avec arme ». L'enquête montre que le passant a été touché par une airsoft gun, une réplique de fusil à pompe à air comprimé tirant des billes, une arme qu'Édouard dira avoir achetée pour s'amuser avec les autres joueurs sur le parking du TFC mais il nie être le tireur indiquant qu'il s'agit de Mathieu Cafaro, alors son partenaire de club et présent dans le véhicule. Celui-ci s'accuse avant de revenir sur ses déclarations indiquant n'avoir été que présent dans le véhicule. Le passant indique lui qu'« une seule personne, de type antillais et âgé de 20 à 25 ans, se trouvait dans la voiture ». Le 13 juin, le tribunal condamne Odsonne Édouard à quatre mois de prison avec sursis, jugement confirmé en appel en juin 2018, ainsi que 10 000 € d'amendes et le paiement de dommages et intérêts non connus au passant. Le jugement est définitif, le joueur ne se pourvoyant pas en cassation. En octobre 2021 il indemnise l'homme qu’il a rendu sourd.

## Statistiques
| Saison                | Club                  | Championnat           | Championnat | Championnat | Championnat | Coupe nationale | Coupe nationale | Coupe nationale | Coupe de la Ligue | Coupe de la Ligue | Coupe de la Ligue | Supercoupe | Supercoupe | Supercoupe | Compétition(s) continentale(s) | Compétition(s) continentale(s) | Compétition(s) continentale(s) | Compétition(s) continentale(s) | Total | Total | Total |
| Saison                | Club                  | Division              | M.          | B.          | P.d.        | M.              | B.              | P.d.            | M.                | B.                | P.d.              | M.         | B.         | P.d.       | Comp.                          | M.                             | B.                             | P.d.                           | M.    | B.    | P.d.  |
| 2016-2017             | Toulouse FC (prêt)    | Ligue 1               | 16          | 1           | 0           | -               | -               | -               | 1                 | 0                 | 0                 | -          | -          | -          | -                              | -                              | -                              | -                              | 17    | 1     | 0     |
| Sous-total            | Sous-total            | Sous-total            | 16          | 1           | 0           | -               | -               | -               | 1                 | 0                 | 0                 | -          | -          | -          | -                              | -                              | -                              | -                              | 17    | 1     | 0     |
| 2017-2018             | Celtic FC (prêt)      | Scottish Premiership  | 22          | 9           | 3           | 3               | 2               | 0               | 1                 | 0                 | 1                 | -          | -          | -          | C1+C3                          | 2+1                            | 0                              | 0                              | 29    | 11    | 4     |
| 2018-2019             | Celtic FC             | Scottish Premiership  | 32          | 15          | 6           | 4               | 3               | 1               | 3                 | 0                 | 0                 | -          | -          | -          | C1+C3                          | 5+8                            | 3+2                            | 1+0                            | 52    | 23    | 8     |
| 2019-2020             | Celtic FC             | Scottish Premiership  | 27          | 22          | 12          | 4               | 1               | 0               | 3                 | 0                 | 0                 | -          | -          | -          | C1+C3                          | 5+8                            | 2+4                            | 0+1                            | 47    | 29    | 13    |
| 2020-2021             | Celtic FC             | Scottish Premiership  | 31          | 18          | 4           | 1               | 0               | 0               | 1                 | 0                 | 0                 | -          | -          | -          | C1+C3                          | 1+6                            | 1+3                            | 0                              | 40    | 22    | 4     |
| 2021-2022             | Celtic FC             | Scottish Premiership  | 4           | 2           | 1           | -               | -               | 0               | 1                 | 0                 | 0                 | -          | -          | -          | C1+C3                          | 2+4                            | 0                              | 0+1                            | 11    | 2     | 2     |
| Sous-total            | Sous-total            | Sous-total            | 116         | 66          | 26          | 12              | 6               | 1               | 9                 | 0                 | 1                 | -          | -          | -          | -                              | 42                             | 15                             | 3                              | 179   | 87    | 31    |
| 2021-2022             | Crystal Palace        | Premier League        | 28          | 6           | 3           | 3               | 0               | 0               | 0                 | 0                 | 0                 | -          | -          | -          | -                              | -                              | -                              | -                              | 31    | 6     | 3     |
| 2022-2023             | Crystal Palace        | Premier League        | 35          | 5           | 2           | 1               | 1               | 0               | 1                 | 1                 | 0                 | -          | -          | -          | -                              | -                              | -                              | -                              | 37    | 7     | 2     |
| 2023-2024             | Crystal Palace        | Premier League        | 30          | 7           | 0           | 2               | 0               | 0               | 1                 | 1                 | 0                 | -          | -          | -          | -                              | -                              | -                              | -                              | 33    | 8     | 0     |
| 2024-2025             | Crystal Palace        | Premier League        | 2           | 0           | 0           | -               | -               | -               | -                 | -                 | -                 | -          | -          | -          | -                              | -                              | -                              | -                              | 2     | 0     | 0     |
| Sous-total            | Sous-total            | Sous-total            | 95          | 18          | 5           | 6               | 1               | 0               | 2                 | 2                 | 0                 | -          | -          | -          | -                              | -                              | -                              | -                              | 103   | 21    | 5     |
| Total sur la carrière | Total sur la carrière | Total sur la carrière | 227         | 85          | 31          | 18              | 7               | 1               | 12                | 2                 | 1                 | -          | -          | -          | -                              | 42                             | 15                             | 3                              | 299   | 109   | 36    |

## Palmarès

### En club
- Celtic FC
  - Champion d'Écosse en 2018, 2019 et 2020.
  - Vice-champion en 2021.
  - Vainqueur de la Coupe d'Écosse en 2019 et 2020.
  - Vainqueur de la Coupe de la Ligue écossaise en 2019 et 2020.

- Crystal Palace
  - Vainqueur du Community Shield 2025.

### En sélection
- Champion d'Europe des moins de 17 ans en 2015 avec l'équipe de France des moins de 17 ans.

### Distinctions personnelles
- Élu Titi d'or[29] 2015
- Meilleur buteur du championnat d'Europe des moins de 17 ans 2015 avec huit réalisations[22].
- Catégorie football de la première édition des Talents du Parisien en 2015[30].
- Nommé meilleur joueur du mois de Scottish Premier League en mars 2019[31], en août 2019[32] et en janvier 2020[33].
- Joueur de l'année 2019-2020 du Celtic à la suite du vote des supporters[34]. joueur de l'année 2019-2020 par les journalistes[35].
- Meilleur buteur du championnat d'Écosse en 2020[36] et en 2021[37].
- Membre de l'équipe-type de Scottish Premier League en 2021.